# Kupi.cz
Kupi.cz je český portál, který obsahuje letáky a aktuální informace o slevových akcích ze supermarketů, hypermarketů a prodejen v České republice.  

## Historie
Projekt vznikl na podzim roku 2012 v Uherském Hradišti a jeho zakladateli jsou Martin Kadlčík a David Kopčil. Necelé dva roky od spuštění měl portál přes 200 tisíc registrovaných uživatelů a 8. října 2014 pak 51 % firmy Kupi.cz koupila společnost Seznam.cz.
V roce 2016  mobilní aplikace získala třetí místo v anketě Mobilní aplikace roku 2016.
V roce 2019 firma expandovala na polský, německý a rakouský trh.